# Antena 3 Internacional
Antena 3 Internacional és un canal de televisió de pagament espanyol, propietat d'Atresmedia., que va començar les emissions el 2 de setembre de 1996. Actualment emet a uns 30 països de tres continents.
Emet part de la programació del canal Antena 3 d'Espanya juntament amb programes de la Sexta i altres canals del grup Atresmedia. D'aquesta manera, ofereix informació d'actualitat tant a nivell nacional com a internacional a través dels seus programes informatius, com a Antena 3 Noticias, Espejo público, Salvados o Equipo de investigación. El canal combina aquesta programació amb programes d'entreteniment, com poden ser La ruleta de la suerte, Tu cara me suena o El hormiguero; i sèries com Velvet o Aquí no hay quien viva.

## Història
Les emissions en proves varen començar a finals de juny de 1996, emetent des de Miami per diferents països americans a través del satèl·lit Galaxy. El 30 de setembre de 1996, es va inaugurar el senyal internacional d'Antena 3 a Mèxic gràcies a un acord amb Multivisión, convertint-se, així, en la primera cadena privada espanyola en expandir-se de forma internacional.
Durant els seus inicis, el canal es va centrar en la emissió de programació cultural i d'entreteniment, creant programes propis com Descubriendo España, España a fondo o Noticias de Europa. A més, al 1997 es va arribar a un acord amb Canal Sur per que aquesta emetés una hora diària a través del canal.
El 22 de setembre de 1997 va començar a emetre als Estats Units a través del canal de cable Telemiami. El 15 d'octubre el canal va poder començar a emetre en directe desde Espanya, provocant que canviés el satèl·lit d'emissió pel Panamsat-5.
A partir de febrer de 2007 va començar a emetre per internet a un preu de 1,20€ al dia o 6€ al mes.

### 20è aniversari (Octubre de 2016)
Al setembre de 2016, Antena 3 Internacional va complir 20 anys arribant a més de 18 milions de llars abonades a tot el món i amb més de 72 milions d'espectadors.
Amb motiu de la celebració del 20è aniversari, Antena 3 Internacional va realitzar el 20 d'octubre de 2016 un programa especial pel qual va comptar amb la col·laboració dels seus espectadors. A través de la seva pàgina web, van poder votar pels seus 20 programes preferits de tots els temps, donant així lloc a El programa de tu vida. El guanyador d'aquest rànquing va ser la sèrie Aquí no hay quien viva. A causa del seu èxit, Antena 3 Internacional va començar a emetre-la de nou des del principi en format pop-up, oferint a les seves espectadors informació addicional sobre la sèrie i els seus actors.
A més, el cuiner Karlos Arguiñano va dedicar quatre programes a l'elaboració de menjars internacionals per celebrar la efemèride. El divendres 21 d'octubre de 2016 va preparar unes arepes veneçolanes, el plat triat pels espectadors d'Antena 3 Internacional a la seva pàgina web.
També Roberto Brasero, presentador de Tu Tiempo, va sol·licitar als espectadors que enviessin les seves fotografies del cel i els canvis meteorològics des de totes parts del món.

## Censura
Al febrer de 2019, el govern de Nicolás Maduro va vetar les emissions a Veneçuela mentre retransmetia en viu el concert Venezuela Aid Live. Al cap d'uns mesos, el canal va tornar progressivament a les operadores de televisió de pagament i per octubre del mateix any, ja emetia a nivell nacional.